# Cervera del Río Alhama
Cervera del Río Alhama település Spanyolországban, La Rioja autonóm közösségben. Cervera del Río Alhama Aguilar del Río Alhama, Valdemadera, Igea, Grávalos, Alfaro, Fitero, Tarazona és Ágreda községekkel határos. Lakosainak száma 2255 fő (2024).

## Népesség
A település népessége az elmúlt években az alábbi módon változott:
| Lakosok száma | 2912 | 2998 | 2922 | 2923 | 2636 | 2510 | 2346 | 2294 | 2273 | 2255 |
|               | 2001 | 2004 | 2007 | 2009 | 2012 | 2014 | 2017 | 2019 | 2022 | 2024 |